# Список пенитенциарных учреждений Франции
Список пенитенциарных учреждений Франции составлен по материалам Министерства юстиции Франции, в подчинении у которого находится Управление исправительной администрации (фр. Direction de l'administration pénitentiaire), а также на основе других, в том числе и неправительственных источников. По состоянию на 2013 год под контролем управления находилось 191 исправительное учреждение, которые распределялись между девятью межрегиональными управлениями и заморской миссией. По состоянию на 1 июля 2012 года во Франции насчитывалось 50 235 осуждённых, в том числе 1545 женщин, и 17 138 обвиняемых (задержанных до суда), в том числе 758 женщин. В заключении находилось 810 несовершеннолетних, в том числе 493 обвиняемых и 317 осуждённых. При наличии во французских тюрьмах 57,4 тыс. мест в них содержалось почти 67,4 тыс. человек.
Во Франции существует несколько типов исправительных учреждений:
- Арестантские дома[фр.] (фр. maisons d'arrêt) — учреждения, предназначенные для содержания временно задержанных до суда, ожидающих апелляцию и осуждённых к сроку, не превышающему два года (или тех, у кого остаток срока не превышает два года)[комм. 1].
- Центры заключения[фр.] (фр. centres de détention) — учреждения, предназначенные для содержания осуждённых к сроку, превышающему два года.
- Центральные тюрьмы[фр.] (фр. maisons centrales)— учреждения, предназначенные для содержания в более строгом режиме осуждённых к длительным срокам или заключённых, представляющих опасность.
- Исправительные центры (фр. centres pénitentiaires) — учреждения смешанного типа, в которых имеются сектора с различными режимами (арестантский дом, центр заключения и/или центральная тюрьма).
- Полусвободные центры[фр.] (фр. centres de semi-liberté) — учреждения, предназначенные для осуждённых, допущенных к более мягкому режиму (содержащимся в них разрешается днём покидать пределы учреждения для работы, образования или лечения)[комм. 2].
- Центры облегчённого наказания (фр. centres pour peines aménagées) — учреждения, предназначенные для осуждённых, вставших на путь исправления, которым осталось отбывать срок менее года.
- Исправительные учреждения для несовершеннолетних[фр.] (фр. établissements pénitentiaires pour mineurs) — воспитательно-образовательные учреждения, предназначенные для осуждённых в возрасте от 13 до 18 лет.

Отдельным цветом выделены учреждения, которые находятся в совместном государственно-частном управлении.

## Межрегиональное управление исправительной службы Парижа
Под контролем управления находится 16 исправительных учреждений в регионе Иль-де-Франс. Штаб-квартира расположена в городе Френ. Кроме того, на территории тюрьмы Френа расположено Общественное национальное учреждение здравоохранения, не подчиняющееся Межрегиональному управлению исправительной службы Парижа (больница для осуждённых и арестованных на 80 мест).
| Название учреждения                                        | Тип учреждения                                   | Месторасположение    | Год открытия | Кол-во мест | Примечания |
| Тюрьма Флёри — Мерожи (фр. Fleury-Mérogis)                 | Арестантский дом                                 | Сент-Женевьев-де-Буа | 1968         | 2855        | Состоит из трёх блоков: для взрослых мужчин, для мужчин от 18 до 21 года и для женщин; имеются медико-психологический сектор и промышленное производство. |
| Тюрьма Ивелина (Буа-д`Арси) (фр. Yvelines / Bois d'Arcy)   | Арестантский дом                                 | Буа-д`Арси           | 1980         | 501         | Предназначена для взрослых мужчин, имеются медико-психологический сектор и промышленное производство. |
| Тюрьма Версаля (фр. Versailles)                            | Арестантский дом                                 | Версаль              | 1789         | 146         | Несколько раз реконструировалась и расширялась, состоит из женского блока и секторов полусвободного режима для взрослых мужчин и женщин, имеется промышленное производство. |
| Тюрьма Они — Понтуаз (фр. Osny-Pontoise)                   | Арестантский дом                                 | Они                  | 1990         | 580         | Предназначена для взрослых мужчин, имеется промышленное производство. |
| Тюрьма Френа (фр. Fresnes)                                 | Арестантский дом                                 | Френ                 | 1898         | 1651        | Состоит из нескольких блоков: арестантские дома для мужчин и женщин, национальный центр наблюдения (где оценивают и распределяют по другим учреждениям всех осуждённых, чьи сроки равны или превышают 10 лет) и общественное национальное учреждение здравоохранения, имеются больничный сектор и промышленное производство. |
| Тюрьма Санте (фр. La Santé)                                | Арестантский дом                                 | Париж                | 1867         | 920         | Несколько раз реконструировалась и расширялась, состоит из арестантского дома для взрослых мужчин и сектора полусвободного режима, имеется промышленное производство. |
| Тюрьма О-де-Сена (Нантера) (фр. Hauts-de-Seine / Nanterre) | Арестантский дом                                 | Нантер               | 1991         | 600         | Предназначена в основном для взрослых мужчин из департамента О-де-Сен, имеются сектор для несовершеннолетних на 20 мест и промышленное производство. |
| Тюрьма Вильпента (фр. Villepinte)                          | Арестантский дом                                 | Вильпент             | 1991         | 588         | Состоит из секторов для взрослых мужчин и несовершеннолетних, имеется промышленное производство. |
| Тюрьма Мелёна (фр. Melun CD)                               | Центр заключения                                 | Мелён                | 1808         | 308         | Расположена в здании бывшего монастыря, в 1977 году перепрофилирована в центр заключения, предназначена для взрослых мужчин, имеется промышленное производство. |
| Тюрьма Пуасси (фр. Poissy)                                 | Центральная тюрьма                               | Пуасси               | 1817         | 230         | Расположена в здании бывшего монастыря, несколько раз реконструировалась и расширялась, предназначена для взрослых мужчин, имеется промышленное производство. |
| Тюрьма Мо — Шоконен (фр. Meaux-Chauconin)                  | Исправительный центр                             | Шоконен-Нефмонтье    | 2004         | 826         | Состоит из арестантского дома для взрослых мужчин на 574 места, центра заключения на 192 места и сектора полусвободного и облегчённого режима на 60 мест; имеется промышленное производство. |
| Центр Корбей (фр. Corbeil)                                 | Полусвободный центр                              | Корбей-Эсон          | 1883         | 74          | Открылся на месте бывшей тюрьмы, состоит из мужского и женского секторов. |
| Центр Ганьи (фр. Gagny)                                    | Полусвободный центр                              | Ганьи                | 1986         | 48          | Предназначен для взрослых мужчин. |
| Центр Мелёна (фр. Melun CSL)                               | Полусвободный центр                              | Мелён                | 2006         | 20          | Открылся на месте бывшей тюрьмы, предназначен для взрослых мужчин. |
| Центр Вильжюифа (фр. Villejuif)                            | Центр облегчённого наказания                     | Вильжюиф             | 2006         | 120         | Перепрофилирован из полусвободного центра, предназначен для осуждённых парижского региона, состоит из секторов полусвободного режима и облегчённого наказания. |
| Тюрьма Поршвиля (фр. Porcheville)                          | Исправительное учреждение для несовершеннолетних | Поршвиль             | 2008         | 60          | Состоит из пяти блоков для мальчиков, одного — для девочек и карантина, имеются школа, спортзал и медико-психологический сектор. |

|              |               |              |              |
| Тюрьма Санте | Тюрьма Мелёна | Тюрьма Френа | Тюрьма Санте |

## Межрегиональное управление исправительной службы Бордо
Под контролем управления находится 20 исправительных учреждений в регионах Пуату — Шаранта, Аквитания и Лимузен. Штаб-квартира расположена в городе Бордо. Кроме того, в городе Ажен расположена Национальная школа исправительной администрации (ÉNAP).
| Название учреждения                              | Тип учреждения       | Месторасположение   | Год открытия | Кол-во мест | Примечания |
| Тюрьма Гере (фр. Guéret)                         | Арестантский дом     | Гере                | 1835         | 37          | Предназначена для взрослых мужчин, имеется сектор полусвободного режима. |
| Тюрьма Тюля (фр. Tulle)                          | Арестантский дом     | Тюль                | 1961         | 49          | Предназначена для взрослых мужчин, имеется сектор полусвободного режима. |
| Тюрьма Сента (фр. Saintes)                       | Арестантский дом     | Сент                | 1831         | 81          | Состоит из мужского и женского блоков, имеется промышленное производство. |
| Тюрьма Лиможа (фр. Limoges)                      | Арестантский дом     | Лимож               | 1856         | 85          | Состоит из блоков для мужчин, женщин, несовершеннолетних и сектора полусвободного режима. |
| Тюрьма По (фр. Pau)                              | Арестантский дом     | По                  | 1861         | 256         | Состоит из блоков для мужчин, женщин, несовершеннолетних и сектора полусвободного режима, имеется промышленное производство. |
| Тюрьма Байонны (фр. Bayonne)                     | Арестантский дом     | Байонна             | 1891         | 75          | Предназначена для взрослых мужчин, имеются сектор полусвободного режима и промышленное производство. |
| Тюрьма Ньора (фр. Niort)                         | Арестантский дом     | Ньор                | 1853         | 66          | Предназначена для взрослых мужчин, имеются сектор полусвободного режима и промышленное производство. |
| Тюрьма Перигё (фр. Périgueux)                    | Арестантский дом     | Перигё              | 1863         | 91          | Реконструирована в 1993 году, предназначена для взрослых мужчин, имеется промышленное производство. |
| Тюрьма Ангулема (фр. Angoulême)                  | Арестантский дом     | Ангулем             | 1889         | 217         | Реконструирована в 1994 году, состоит из блоков для мужчин, женщин, несовершеннолетних и сектора полусвободного режима, имеется промышленное производство. |
| Тюрьма Ажена (фр. Agen)                          | Арестантский дом     | Ажен                | 1860         | 146         | Состоит из блоков для мужчин, женщин и сектора полусвободного режима, имеется промышленное производство. |
| Тюрьма Рошфора (фр. Rochefort)                   | Арестантский дом     | Рошфор              | 1853         | 51          | Расположена в здании бывшего монастыря, в 1957 году была закрыта после пожара, повторно открылась в 1972 году, предназначена для взрослых мужчин, имеются сектор полусвободного режима и промышленное производство. |
| Тюрьма Градиньяна (фр. Gradignan)                | Арестантский дом     | Градиньян           | 1967         | 407         | Состоит из блоков для мужчин, женщин, несовершеннолетних и сектора полусвободного режима, имеется промышленное производство. |
| Тюрьма Невика (фр. Neuvic)                       | Центр заключения     | Невик               | 1990         | 400         | Предназначена для взрослых мужчин, имеется промышленное производство. |
| Тюрьма Эсс (фр. Eysses)                          | Центр заключения     | Вильнёв-сюр-Ло      | 1803         | 316         | Расположена в здании бывшего монастыря, несколько раз реконструировалась и расширялась, предназначена для взрослых мужчин, состоит из четырёх блоков, имеется промышленное производство. |
| Тюрьма Юзерша (фр. Uzerche)                      | Центр заключения     | Юзерш               | 1990         | 600         | Предназначена для взрослых мужчин, имеется промышленное производство. |
| Тюрьма Мозака (фр. Mauzac)                       | Центр заключения     | Мозак-э-Гран-Кастан | 1986         | 332         | Предназначена для взрослых мужчин (специализируется на совершивших сексуальные преступления), имеются сектор полусвободного режима, созданный на месте бывшего военного лагеря, и промышленное производство. |
| Тюрьма Сен-Мартен-де-Ре (фр. Saint-Martin-de-Ré) | Центральная тюрьма   | Сен-Мартен-де-Ре    |              | 460         | Расположена в здании старой крепости, предназначена для взрослых мужчин, содержащихся в одиночных камерах, имеется промышленное производство. |
| Тюрьма Пуатье — Вивонн (фр. Poitiers-Vivonne)    | Исправительный центр | Вивонн              | 2009         | 560         | Состоит из нескольких блоков: арестантских домов для мужчин (240 мест) и женщин (15 мест), центров заключения для мужчин (240 мест) и женщин (15 мест), карантина для новоприбывших (30 мест), сектора полусвободного режима для мужчин (6 мест), медико-психологического сектора (20 мест), имеются места для семейных визитов и промышленное производство. |
| Тюрьма Мон-де-Марсана (фр. Mont-de-Marsan)       | Исправительный центр | Мон-де-Марсан       | 2008         | 690         | Состоит из арестантского дома на 300 мест с карантином для новоприбывших на 30 мест и центра заключения на 360 мест, предназначена для взрослых мужчин, имеются места для семейных визитов. |
| Тюрьма Беднака (фр. Bédenac)                     | Исправительный центр | Беднак              | 1971         | 142         | Открылась на месте бывшего военного лагеря, в 1974 году была закрыта, в 1986 году — перепрофилирована в центр заключения, позже, после реконструкции и расширения — в исправительный центр, предназначена для взрослых мужчин, имеется промышленное производство.                                                                                            |

|                         |              |                       |
| Тюрьма Сен-Мартен-де-Ре | Тюрьма Ажена | Тюрьма Мон-де-Марсана |

## Межрегиональное управление исправительной службы Дижона (Центр-Восток)
Под контролем управления находится 21 исправительное учреждение в регионах Центр, Бургундия и Шампань — Арденны. Штаб-квартира расположена в городе Дижон. Значительную долю в учреждениях управления составляют осуждённые из парижского региона.
| Название учреждения                                  | Тип учреждения       | Месторасположение | Год открытия | Кол-во мест | Примечания |
| Тюрьма Дижона (фр. Dijon)                            | Арестантский дом     | Дижон             | 1852         | 188         | Несколько раз реконструировалась и расширялась, состоит из блоков для мужчин, женщин, несовершеннолетних и сектора полусвободного режима, имеются медико-психологический сектор и промышленное производство.          |
| Тюрьма Осера (фр. Auxerre)                           | Арестантский дом     | Осер              | 1853         | 102         | Предназначена для взрослых мужчин, имеются сектор полусвободного режима и промышленное производство. |
| Тюрьма Труа (фр. Troyes)                             | Арестантский дом     | Труа              |              | 113         | Расположена в здании бывшего монастыря, несколько раз реконструировалась и расширялась, предназначена для взрослых мужчин, имеются сектор полусвободного режима и промышленное производство.                          |
| Тюрьма Шартра (фр. Chartres)                         | Арестантский дом     | Шартр             | 1793         | 112         | Расположена в здании бывшего монастыря, несколько раз реконструировалась и расширялась, предназначена для взрослых мужчин, имеется промышленное производство.                                                         |
| Тюрьма Шомона (фр. Chaumont)                         | Арестантский дом     | Шомон             | 1886         | 78          | Состоит из блоков для взрослых мужчин, несовершеннолетних и сектора полусвободного режима (женский блок был расформирован в 1972 году), имеется промышленное производство.                                            |
| Тюрьма Блуа (фр. Blois)                              | Арестантский дом     | Блуа              | 1943         | 115         | Предназначена для взрослых мужчин, имеются сектор полусвободного режима и промышленное производство. |
| Тюрьма Тура (фр. Tours)                              | Арестантский дом     | Тур               | 1935         | 140         | Состоит из блоков для взрослых мужчин, несовершеннолетних и сектора полусвободного режима (женский блок был расформирован в 1975 году), имеется промышленное производство.                                            |
| Тюрьма Невера (фр. Nevers)                           | Арестантский дом     | Невер             | 1857         | 118         | Предназначена для взрослых мужчин, имеются сектор полусвободного режима и промышленное производство. |
| Тюрьма Орлеана (фр. Orléans)                         | Арестантский дом     | Орлеан            | 1896         | 105         | Несколько раз реконструировалась и расширялась, состоит из блоков для мужчин, женщин, несовершеннолетних и сектора полусвободного режима, имеется промышленное производство.                                          |
| Тюрьма Буржа (фр. Bourges)                           | Арестантский дом     | Бурж              | 1896         | 118         | Состоит из блоков для мужчин, женщин, несовершеннолетних и сектора полусвободного режима, имеется промышленное производство.                                                                                          |
| Тюрьма Шалон-ан-Шампань (фр. Châlons-en-Champagne)   | Арестантский дом     | Шалон-ан-Шампань  | 1854         | 301         | Состоит из блоков для мужчин, женщин и сектора полусвободного режима, имеются медико-психологический сектор и промышленное производство.                                                                              |
| Тюрьма Шарлевиля (фр. Charleville)                   | Арестантский дом     | Шарлевиль-Мезьер  | 1791         | 23          | Расположена в здании бывшего монастыря, несколько раз реконструировалась и расширялась, предназначена для взрослых мужчин, имеется промышленное производство.                                                         |
| Тюрьма Реймса (фр. Reims)                            | Арестантский дом     | Реймс             | 1905         | 156         | Состоит из блоков для взрослых мужчин, несовершеннолетних и сектора полусвободного режима. |
| Тюрьма Шатодёна (фр. Châteaudun)                     | Центр заключения     | Шатодён           | 1991         | 601         | Предназначена для взрослых мужчин, имеется промышленное производство. |
| Тюрьма Вильнокс-ла-Гранда (фр. Villenauxe-la-Grande) | Центр заключения     | Вильнокс-ла-Гранд | 1991         | 600         | Предназначена для взрослых мужчин, имеется промышленное производство. |
| Тюрьма Жу-ла-Виля (фр. Joux-la-Ville)                | Центр заключения     | Жу-ла-Виль        | 1990         | 600         | Состоит из мужского и женского блоков, имеется промышленное производство. |
| Тюрьма Клерво (фр. Clairvaux)                        | Центральная тюрьма   | Баэль             | 1804         | 240         | Расположена в здании бывшего монастыря, несколько раз реконструировалась и расширялась, предназначена для взрослых мужчин, имеется промышленное производство.                                                         |
| Тюрьма Сен-Мора (фр. Saint-Maur)                     | Центральная тюрьма   | Сен-Мор           | 1975         | 260         | Предназначена для взрослых мужчин, имеется промышленное производство. |
| Тюрьма Шатору (фр. Châteauroux)                      | Исправительный центр | Шатору            | 1991         | 366         | Состоит из центра заключения на 259 мест, арестантского дома для взрослых мужчин на 96 мест и сектора полусвободного режима на 10 мест, имеются медико-психологический сектор и промышленное производство.            |
| Тюрьма Варенн-ле-Гран (фр. Varennes-le-Grand)        | Исправительный центр | Сеннсе-ле-Гран    | 1991         | 393         | Состоит из арестантского дома для взрослых мужчин на 200 мест, центра заключения на 193 места, карантина для новоприбывших на 20 мест и сектора для несовершеннолетних на 15 мест, имеется промышленное производство. |
| Центр Монтаржи (фр. Montargis)                       | Полусвободный центр  | Монтаржи          | 2000         | 20          | Открылся на месте бывшей тюрьмы, оборудованной в монастыре, предназначен для взрослых мужчин. |

|               |               |
| Тюрьма Клерво | Тюрьма Клерво |

## Межрегиональное управление исправительной службы Лилля
Под контролем управления находится 20 исправительных учреждений в регионах Верхняя Нормандия, Пикардия и Нор — Па-де-Кале. Штаб-квартира расположена в городе Лилль.
| Название учреждения                         | Тип учреждения                                   | Месторасположение | Год открытия | Кол-во мест | Примечания |
| Тюрьма Арраса (фр. Arras)                   | Арестантский дом                                 | Аррас             | 1867         | 158         | В 1984—1986 годах была закрыта на реконструкцию, предназначена для взрослых мужчин, имеется промышленное производство. |
| Тюрьма Бетюна (фр. Béthune)                 | Арестантский дом                                 | Бетюн             | 1895         | 180         | Предназначена для взрослых мужчин (женский блок был расформирован в 1957 году, блок для несовершеннолетних — в 1991 году), имеются сектор полусвободного режима и промышленное производство. |
| Тюрьма Дюнкерка (фр. Dunkerque)             | Арестантский дом                                 | Дюнкерк           | 1830         | 108         | Предназначена для взрослых мужчин, имеется промышленное производство. |
| Тюрьма Амьена (фр. Amiens)                  | Арестантский дом                                 | Амьен             | 1946         | 307         | Несколько раз реконструировалась и расширялась, состоит из мужского и женского блоков и карантина для новоприбывших (блок для несовершеннолетних был расформирован в 2007 году), имеются медико-психологический сектор и промышленное производство.                                             |
| Тюрьма Руана (фр. Rouen)                    | Арестантский дом                                 | Руан              | 1864         | 651         | Состоит из блоков для взрослых мужчин, женщин, несовершеннолетних и сектора полусвободного режима, имеются медико-психологический сектор и промышленное производство. |
| Тюрьма Бове (фр. Beauvais)                  | Арестантский дом                                 | Бове              | 1858         | 117         | Несколько раз реконструировалась и расширялась, состоит из мужского и женского блоков и сектора полусвободного режима, имеется промышленное производство. |
| Тюрьма Валансьена (фр. Valenciennes)        | Арестантский дом                                 | Валансьен         | 1964         | 222         | Состоит из блоков для мужчин, женщин, несовершеннолетних и сектора полусвободного режима, имеется промышленное производство. |
| Тюрьма Компьеня (фр. Compiègne)             | Арестантский дом                                 | Компьень          | 1867         | 82          | Предназначена для взрослых мужчин, имеется промышленное производство. |
| Тюрьма Эврё (фр. Evreux)                    | Арестантский дом                                 | Эврё              | 1912         | 162         | Предназначена для взрослых мужчин, имеются сектор полусвободного режима и промышленное производство. |
| Тюрьма Лилль — Секеден (фр. Lille Sequedin) | Арестантский дом                                 | Секеден           | 2005         | 638         | Состоит из блоков для взрослых мужчин, женщин, несовершеннолетних и карантина, имеются медико-психологический сектор для женщин и промышленное производство. |
| Тюрьма Дуэ (фр. Douai)                      | Арестантский дом                                 | Дуэ               | 1907         | 389         | Предназначена для взрослых мужчин, имеются сектор полусвободного режима и промышленное производство. |
| Тюрьма Валь-де-Рея (фр. Val-de-Reuil)       | Центр заключения                                 | Валь-де-Рей       | 1989         | 819         | Одна из крупнейших по площади тюрем Европы, предназначена для взрослых мужчин, состоит из двух блоков: для тех, кому осталось сидеть менее 7 лет и тех, кому более 7 лет (до пожизненного), имеется промышленное производство.                                                                  |
| Тюрьма Бапома (фр. Bapaume)                 | Центр заключения                                 | Бапом             | 1990         | 600         | Состоит из трёх мужских блоков и одного женского, имеется промышленное производство. |
| Тюрьма Шато-Тьерри (фр. Chateau-Thierry)    | Исправительный центр                             | Шато-Тьерри       | 1890         | 134         | Состоит из центральной тюрьмы на 101 место и центра заключения на 33 места, предназначена для взрослых мужчин (специализируется на осуждённых с психическими расстройствами или совершивших правонарушения в других тюрьмах), имеется промышленное производство.                                |
| Тюрьма Лианкура (фр. Liancourt)             | Исправительный центр                             | Лианкур           | 1946         | 636         | Состоит из центра заключения на 384 места, арестантского дома для взрослых мужчин на 232 места и сектора для несовершеннолетних на 20 мест, имеются места для семейных визитов и промышленное производство.                                                                                     |
| Тюрьма Гавра (фр. Le Havre)                 | Исправительный центр                             | Арфлер            | 2010         | 690         | Состоит из арестантского дома и центра заключения для взрослых мужчин, секторов полусвободного режима и для несовершеннолетних, имеется промышленное производство. |
| Тюрьма Мобёжа (фр. Maubeuge)                | Исправительный центр                             | Мобёж             | 1990         | 400         | Состоит из арестантского дома для взрослых мужчин на 200 мест и центра заключения на 200 мест, имеется промышленное производство. |
| Тюрьма Лонгнесса (фр. Longuenesse)          | Исправительный центр                             | Лонгнесс          | 1991         | 598         | Состоит из центра заключения на 394 места с сектором полусвободного режима, арестантского дома для взрослых мужчин на 178 мест и сектора для несовершеннолетних на 22 места (в тюрьме содержится много иммигрантов и иностранцев, в том числе англоязычных), имеется промышленное производство. |
| Тюрьма Лана (фр. Laon)                      | Исправительный центр                             | Лан               | 1991         | 395         | Состоит из центра заключения для взрослых мужчин на 200 мест и арестантского дома для взрослых мужчин на 195 мест с сектором для несовершеннолетних, имеется промышленное производство. |
| Тюрьма Ванден-ле-Вьей (фр. Vendin-le-Vieil) | Тюрьма строгого режима                           | Ванден-ле-Вьей    | 2025         | 100         | Имеются изолированные блоки для содержания лидеров криминальных групп и опасных наркоторговцев в одиночных камерах. |
| Тюрьма Кьеврешена (фр. Quiévrechain)        | Исправительное учреждение для несовершеннолетних | Кьеврешен         |              | 60          | Имеются школа и спортзал. |

|               |                      |                      |
| Тюрьма Мобёжа | Тюрьма Лилль-Секеден | Тюрьма Лилль-Секеден |

## Межрегиональное управление исправительной службы Лиона
Под контролем управления находится 22 исправительных учреждения в регионах Рона — Альпы и Овернь. Штаб-квартира расположена в городе Лион.
| Название учреждения                                      | Тип учреждения                                   | Месторасположение   | Год открытия | Кол-во мест | Примечания |
| Тюрьма Прива (фр. Privas)                                | Арестантский дом                                 | Прива               | 1820         | 66          | Предназначена для взрослых мужчин, имеются сектор полусвободного режима, карантин для новоприбывших и промышленное производство. |
| Тюрьма Лион — Корба (фр. Lyon Corbas)                    | Арестантский дом                                 | Корба               | 2009         | 690         | Состоит из блоков для мужчин, женщин и карантина для новоприбывших; имеются медико-психологический сектор и промышленное производство. |
| Тюрьма Вильфранш-сюр-Сона (фр. Villefranche-sur-Saône)   | Арестантский дом                                 | Вильфранш-сюр-Сон   | 1990         | 636         | Предназначена для взрослых мужчин, имеются сектор полусвободного режима, карантин для новоприбывших и промышленное производство. |
| Тюрьма Клермон-Феррана (фр. Clermont-Ferrand)            | Арестантский дом                                 | Клермон-Ферран      |              | 86          | Расположена в здании бывшего монастыря, предназначена для взрослых мужчин, имеется промышленное производство. |
| Тюрьма Пюи-ан-Веле (фр. Puy-en-Velay)                    | Арестантский дом                                 | Ле-Пюи-ан-Веле      | 1897         | 36          | Предназначена для взрослых мужчин, имеются сектор полусвободного режима и промышленное производство. |
| Тюрьма Шамбери (фр. Chambéry)                            | Арестантский дом                                 | Шамбери             | 1936         | 68          | Состоит из блоков для мужчин, женщин и несовершеннолетних, имеется промышленное производство. |
| Тюрьма Монлюсона (фр. Montluçon)                         | Арестантский дом                                 | Монлюсон            | 1884         | 21          | Предназначена для взрослых мужчин, имеются сектор полусвободного режима и промышленное производство. |
| Тюрьма Валанса (фр. Valence)                             | Арестантский дом                                 | Валанс              | 1866         | 137         | Состоит из блоков для мужчин и женщин, имеются сектор полусвободного режима и промышленное производство. |
| Тюрьма Гренобля (фр. Grenoble)                           | Арестантский дом                                 | Варс-Альер-э-Риссе  | 1972         | 233         | Состоит из блоков для мужчин и несовершеннолетних, имеются медико-психологический сектор и промышленное производство. |
| Тюрьма Рьома / АД (фр. Riom MA)                          | Арестантский дом                                 | Рьом                | 1860         | 122         | Предназначена для взрослых мужчин, имеется промышленное производство. |
| Тюрьма Орийака (фр. Aurillac)                            | Арестантский дом                                 | Орийак              | 1868         | 73          | Предназначена для взрослых мужчин (женский блок был расформирован в 1975 году). |
| Тюрьма Сент-Этьена (фр. Saint-Etienne)                   | Арестантский дом                                 | Сент-Этьен          | 1968         | 285         | Состоит из блоков для мужчин, женщин, мужчин от 18 до 21 года и несовершеннолетних, сектора полусвободного режима, имеется промышленное производство. |
| Тюрьма Боннвиля (фр. Bonneville)                         | Арестантский дом                                 | Боннвиль            | 1969         | 90          | Состоит из блоков для мужчин, женщин и сектора полусвободного режима, имеется промышленное производство. |
| Тюрьма Роана (фр. Roanne)                                | Центр заключения                                 | Роан                |              | 602         | Предназначена для осуждённых-инвалидов, состоит из мужского блока с карантином и женского блока с сектором для матерей с ребёнком, имеется промышленное производство. |
| Тюрьма Рьома / ЦЗ (фр. Riom CD)                          | Центр заключения                                 | Рьом                | 1820         | 168         | Расположена в здании бывшего монастыря, в 1957 году была закрыта из-за ветхости, повторно открылась в 1975 году, в 1984—1988 годах закрылась на реконструкцию, в 2003 году перепрофилирована в центр заключения, предназначена для взрослых мужчин, имеется сектор для пожилых и инвалидов, промышленное производство. |
| Тюрьма Сен-Кантен-Фаллавье (фр. Saint-Quentin-Fallavier) | Исправительный центр                             | Сен-Кантен-Фаллавье | 1991         | 430         | Предназначена для взрослых мужчин, состоит из арестантского дома на 229 мест с карантином на 10 мест, центра заключения на 192 места и сектора полусвободного режима, имеется промышленное производство. |
| Тюрьма Бурк-ан-Бреса (фр. Bourg-en-Bresse)               | Исправительный центр                             | Бурк-ан-Брес        |              | 690         | Предназначена для взрослых мужчин, состоит из арестантского дома на 360 мест, центра заключения на 300 мест, карантина для новоприбывших на 30 мест, имеются места для семейных визитов и промышленное производство.                                                                                                   |
| Тюрьма Мулен — Изёр (фр. Moulins-Yzeure)                 | Исправительный центр                             | Изёр                | 1983         | 272         | Состоит из арестантского дома на 146 мест с блоками для взрослых мужчин и несовершеннолетних, и центральной тюрьмы на 126 мест, имеется промышленное производство. |
| Тюрьма Этон (фр. Aiton)                                  | Исправительный центр                             | Эгбель              | 1992         | 430         | Предназначена для взрослых мужчин, состоит из арестантского дома на 230 мест и центра заключения на 200 мест, имеется промышленное производство. |
| Центр Гренобля (фр. Grenoble)                            | Полусвободный центр                              | Гренобль            | 1977         | 36          | Расположен в здании бывшего отеля, предназначен для взрослых мужчин, женщин и несовершеннолетних. |
| Центр Лиона (фр. Lyon)                                   | Полусвободный центр                              | Лион                | 1996         | 100         | Предназначен для взрослых мужчин. |
| Тюрьма Роны (фр. Rhône)                                  | Исправительное учреждение для несовершеннолетних | Мейзье              | 2007         | 60          | Состоит из пяти блоков для мальчиков, одного — для девочек и карантина, имеются школа, спортзал и медико-психологический сектор. |

|             |                   |                |              |
| Тюрьма Этон | Тюрьма Лион-Корба | Тюрьма Орийака | Тюрьма Роана |

## Межрегиональное управление исправительной службы Марселя
Под контролем управления находится 16 исправительных учреждений в регионах Прованс — Альпы — Лазурный Берег и Корсика. Штаб-квартира расположена в городе Марсель.
| Название учреждения                              | Тип учреждения                                   | Месторасположение | Год открытия | Кол-во мест | Примечания |
| Тюрьма Граса (фр. Grasse)                        | Арестантский дом                                 | Грас              | 1992         | 574         | Состоит из блоков для взрослых мужчин и несовершеннолетних, имеется промышленное производство. |
| Тюрьма Аяччо (фр. Ajaccio)                       | Арестантский дом                                 | Аяччо             | 1878         | 53          | Предназначена для взрослых мужчин, имеется сектор полусвободного режима и карантин. |
| Тюрьма Гапа (фр. Gap)                            | Арестантский дом                                 | Гап               | 1790         | 37          | Предназначена для взрослых мужчин. |
| Тюрьма Экс — Люин (фр. Aix-Luynes)               | Арестантский дом                                 | Экс-ан-Прованс    | 1990         | 596         | Предназначена для взрослых мужчин, имеется промышленное производство. |
| Тюрьма Динь-ле-Бена (фр. Digne)                  | Арестантский дом                                 | Динь-ле-Бен       | 1790         | 38          | Предназначена для взрослых мужчин. |
| Тюрьма Ниццы (фр. Nice)                          | Арестантский дом                                 | Ницца             | 1887         | 364         | Состоит из блоков для взрослых мужчин, женщин и сектора полусвободного режима, имеются медико-психологический и больничный сектора, промышленное производство. |
| Тюрьма Касабьянда (фр. Casabianda)               | Центр заключения                                 | Алерия            | 1862         | 194         | В 1885 году была закрыта из-за эпидемии малярии, повторно открылась в 1948 году, предназначена для взрослых мужчин, имеется сельскохозяйственное производство. |
| Тюрьма Салон-де-Прованса (фр. Salon-de-Provence) | Центр заключения                                 | Салон-де-Прованс  | 1991         | 651         | Предназначена для взрослых мужчин, имеется промышленное производство. |
| Тюрьма Тараскона (фр. Tarascon)                  | Центр заключения                                 | Тараскон          | 1991         | 652         | Предназначена для взрослых мужчин, имеется промышленное производство. |
| Тюрьма Арля (фр. Arles)                          | Центральная тюрьма                               | Арль              | 1991         | 209         | В 2003 году была закрыта из-за наводнения, повторно открылась в 2009 году, предназначена для взрослых мужчин, имеется промышленное производство. |
| Тюрьма Борго (фр. Borgo)                         | Исправительный центр                             | Борго             | 1993         | 241         | В 2004 году перепрофилирована в исправительный центр, состоит из арестантского дома с мужским (149 мест) и женским (17 мест) блоками, центра заключения (48 мест), секторов для несовершеннолетних (11 мест) и полусвободного режима (10 мест), карантина (6 мест). |
| Тюрьма Марселя / ИЦ (фр. Marseille)              | Исправительный центр                             | Марсель           | 1936         | 1373        | Несколько раз реконструировалась и расширялась, состоит из арестантского дома для взрослых мужчин (1182 места), исправительного центра для женщин (87 мест в арестантском доме, 38 мест в центре заключения, 8 мест в секторе полусвободного режима и 8 мест в секторе для матерей с ребёнком), центра облегчённого наказания (39 мест) и центра полусвободного режима (48 мест), имеется промышленное производство. |
| Тюрьма Тулон — Фарлед (фр. Toulon Farlède)       | Исправительный центр                             | Тулон             | 2004         | 598         | Состоит из арестантского дома, центра заключения и сектора полусвободного режима, имеется промышленное производство. |
| Тюрьма Драгиньяна (фр. Draguignan)               | Исправительный центр                             | Драгиньян         | 1984         | 367         | Состоит из центра заключения (190 мест), арестантского дома для взрослых мужчин (136 мест) и женщин (20 мест), сектора для освобождающихся / полусвободного режима (21 место), имеется промышленное производство. |
| Тюрьма Авиньон — Понте (фр. Avignon Pontet)      | Исправительный центр                             | Веден             | 2003         | 600         | Состоит из арестантского дома для мужчин, центра заключения, секторов для несовершеннолетних и полусвободного режима, имеется промышленное производство. |
| Тюрьма Марселя / ИУН (фр. Marseille)             | Исправительное учреждение для несовершеннолетних | Марсель           | 2007         | 60          | Состоит из пяти блоков для мальчиков, одного — для девочек и карантина, имеются школа, спортзал и медико-психологический сектор. |

|                 |
| Тюрьма Экс-Люин |

## Межрегиональное управление исправительной службы Ренна
Под контролем управления находится 19 исправительных учреждений в регионах Нижняя Нормандия, Земли Луары и Бретань. Штаб-квартира расположена в городе Ренн.
| Название учреждения                                        | Тип учреждения                                   | Месторасположение | Год открытия | Кол-во мест | Примечания |
| Тюрьма Ле-Ман — Ле-Круазетт (фр. Le Mans - Les Croisettes) | Арестантский дом                                 | Кулен             | 2010         | 401         | Предназначена для взрослых мужчин, имеются сектор полусвободного режима и карантин для новоприбывших. |
| Тюрьма Фонтене-ле-Конта (фр. Fontenay-le-Comte)            | Арестантский дом                                 | Фонтене-ле-Конт   |              | 39          | Предназначена для взрослых мужчин, имеется сектор полусвободного режима. |
| Тюрьма Кутанса (фр. Coutances)                             | Арестантский дом                                 | Кутанс            | 1828         | 48          | Предназначена для взрослых мужчин, имеется сектор полусвободного режима. |
| Тюрьма Бреста (фр. Brest)                                  | Арестантский дом                                 | Брест             | 1989         | 255         | Состоит из блоков для взрослых мужчин (с карантином), женщин, несовершеннолетних и сектора полусвободного режима, имеется промышленное производство. |
| Тюрьма Ванна (фр. Vannes)                                  | Арестантский дом                                 | Ванн              | 1830         | 88          | Расположена в здании бывшего монастыря, несколько раз реконструировалась и расширялась, предназначена для взрослых мужчин, имеются сектор полусвободного режима и промышленное производство. |
| Тюрьма Лаваля (фр. Laval)                                  | Арестантский дом                                 | Лаваль            | 1908         | 73          | Предназначена для взрослых мужчин, имеются сектор полусвободного режима и промышленное производство. |
| Тюрьма Анже (фр. Angers)                                   | Арестантский дом                                 | Анже              | 1856         | 245         | Состоит из блоков для взрослых мужчин, несовершеннолетних и сектора полусвободного режима, имеется промышленное производство. |
| Тюрьма Кана / АД (фр. Caen MA)                             | Арестантский дом                                 | Кан               | 1904         | 316         | Состоит из блоков для мужчин, женщин и несовершеннолетних, имеются сектор полусвободного режима и промышленное производство. |
| Тюрьма Сен-Мало (фр. Saint-Malo)                           | Арестантский дом                                 | Сен-Мало          | 1931         | 94          | Предназначена для взрослых мужчин, имеются сектор полусвободного режима и промышленное производство. |
| Тюрьма Ла-Рош-сюр-Йона (фр. La-Roche-Sur-Yon)              | Арестантский дом                                 | Ла-Рош-сюр-Йон    | 1910         | 40          | Предназначена для взрослых мужчин, имеются сектор полусвободного режима и промышленное производство. |
| Тюрьма Шербура (фр. Cherbourg)                             | Арестантский дом                                 | Шербур-Октевиль   | 1862         | 46          | Предназначена для взрослых мужчин, имеются сектор полусвободного режима и промышленное производство. |
| Тюрьма Сен-Бриё (фр. Saint-Brieuc)                         | Арестантский дом                                 | Сен-Бриё          | 1903         | 86          | Предназначена для взрослых мужчин, имеются сектор полусвободного режима и промышленное производство. |
| Тюрьма Аржантана (фр. Argentan)                            | Центр заключения                                 | Аржантан          | 1991         | 640         | Предназначена для взрослых мужчин, имеется промышленное производство. |
| Тюрьма Ренна (фр. Rennes CPF)                              | Исправительный центр                             | Ренн              | 1878         | 298         | Предназначена для женщин (единственное во Франции чисто женское учреждение), состоит из центра заключения на 233 места, арестантского дома на 56 мест, секторов для женщин с детьми и полусвободного режима, имеется промышленное производство. |
| Тюрьма Ренн — Везен (фр. Rennes-Vezin)                     | Исправительный центр                             | Везен-ле-Коке     | 2010         | 690         | Предназначена для взрослых мужчин, состоит из арестантского дома на 390 мест, центра заключения на 210 мест, сектора для осуждённых с короткими сроками на 30 мест, карантина для новоприбывших на 30 мест, имеются медико-психологический сектор (30 мест) и места для семейных визитов.                                                                     |
| Тюрьма Нанта (фр. Nantes)                                  | Исправительный центр                             | Нант              | 1865         | 826         | Состоит из центра заключения на 448 мест, арестантского дома для взрослых мужчин на 275 мест (в 1983—1988 годах был закрыт на реконструкцию), арестантского дома для женщин на 28 мест (построен в 1981 году на территории центра заключения) и сектора для несовершеннолетних на 16 мест, имеются медико-психологический сектор и промышленное производство. |
| Тюрьма Кана / ИЦ (фр. Caen CP)                             | Исправительный центр                             | Кан               | 1907         | 429         | Открыта на месте бывшего лепрозория и старой тюрьмы, несколько раз реконструировалась и расширялась, в 1975 году перепрофилирована в центр заключения для осуждённых с длительными сроками, предназначена для взрослых мужчин, имеются медико-психологический сектор и промышленное производство.                                                             |
| Тюрьма Лорьяна (фр. Lorient)                               | Исправительный центр                             | Плоэмер           | 1982         | 180         | Состоит из арестантского дома с мужским (130 мест) и женским (10 мест) блоками и центра заключения на 40 мест, имеется промышленное производство. |
| Тюрьма Орво (фр. Orvault)                                  | Исправительное учреждение для несовершеннолетних | Орво              | 2008         | 60          | Состоит из пяти блоков для мальчиков, одного — для девочек и карантина, имеются школа, спортзал и медико-психологический сектор. |

|                |                      |             |
| Тюрьма Шербура | Женская тюрьма Ренна | Тюрьма Кана |

## Межрегиональное управление исправительной службы Страсбурга (Восток)
Под контролем управления находится 24 исправительных учреждения в регионах Лотарингия, Эльзас и Франш-Конте. Штаб-квартира расположена в городе Страсбург.
| Название учреждения                            | Тип учреждения       | Месторасположение | Год открытия | Кол-во мест | Примечания |
| Тюрьма Монбельяра (фр. Montbéliard)            | Арестантский дом     | Монбельяр         | 1864         | 41          | Реконструирована после пожара 2005 года, предназначена для взрослых мужчин, имеется сектор полусвободного режима. |
| Тюрьма Мюлуза (фр. Mulhouse)                   | Арестантский дом     | Мюлуз             | 1870         | 302         | В 1998 году перепрофилирована в арестантский дом, состоит из блоков для мужчин, женщин, несовершеннолетних и сектора полусвободного режима, имеется промышленное производство.                                                                 |
| Тюрьма Безансона (фр. Besançon MA)             | Арестантский дом     | Безансон          | 1885         | 276         | Несколько раз реконструировалась и расширялась, состоит из блоков для мужчин, несовершеннолетних и карантина для новоприбывших, имеется промышленное производство.                                                                             |
| Тюрьма Эпиналя (фр. Epinal)                    | Арестантский дом     | Эпиналь           | 1988         | 306         | Состоит из блоков для мужчин, женщин и несовершеннолетних, имеется промышленное производство. |
| Тюрьма Кольмара (фр. Colmar)                   | Арестантский дом     | Кольмар           | 1791         | 120         | Расположена в здании бывшего монастыря, несколько раз реконструировалась и расширялась, в 1919 году перепрофилирована в арестантский дом, предназначена для взрослых мужчин, имеются сектор полусвободного режима и промышленное производство. |
| Тюрьма Страсбурга (фр. Strasbourg)             | Арестантский дом     | Страсбург         | 1988         | 444         | Состоит из блоков для мужчин, женщин и несовершеннолетних, имеются медико-психологический сектор и промышленное производство. |
| Тюрьма Бельфора (фр. Belfort)                  | Арестантский дом     | Бельфор           | 1829         | 39          | Расположена в здании бывшей скотобойни, несколько раз реконструировалась и расширялась, предназначена для взрослых мужчин, имеются сектор полусвободного режима и промышленное производство.                                                   |
| Тюрьма Люра (фр. Lure)                         | Арестантский дом     | Люр               | 1860         | 75          | В 1981 году перепрофилирована в арестантский дом, предназначена для взрослых мужчин, имеется промышленное производство. |
| Тюрьма Везуля (фр. Vesoul)                     | Арестантский дом     | Везуль            | 1837         | 57          | Предназначена для взрослых мужчин, имеются сектор полусвободного режима и промышленное производство. |
| Тюрьма Лон-ле-Сонье (фр. Lons-le-Saunier)      | Арестантский дом     | Лон-ле-Сонье      | 1846         | 40          | Предназначена для взрослых мужчин (женский блок был расформирован в 1972 году), имеются сектор полусвободного режима и промышленное производство.                                                                                              |
| Тюрьма Саргемина (фр. Sarreguemines)           | Арестантский дом     | Саргемин          | 1902         | 71          | Состоит из блоков для взрослых мужчин и несовершеннолетних (женский блок был расформирован в 1976 году), имеются сектор полусвободного режима и промышленное производство.                                                                     |
| Тюрьма Бар-ле-Дюка (фр. Bar-le-Duc)            | Арестантский дом     | Бар-ле-Дюк        | 1947         | 73          | Расположена в здании бывшего монастыря, предназначена для взрослых мужчин, имеются места для семейных визитов и промышленное производство. |
| Тюрьма Оермингена (фр. Oermingen)              | Центр заключения     | Оерминген         | 1946         | 265         | Открылась на месте бывшей казармы, предназначена для взрослых мужчин, имеется промышленное производство. |
| Тюрьма Экрув (фр. Ecrouves)                    | Центр заключения     | Туль              | 1946         | 271         | Открылась на месте бывшей казармы, предназначена для взрослых мужчин, имеется промышленное производство. |
| Тюрьма Сен-Миеля (фр. Saint-Mihiel)            | Центр заключения     | Сен-Миель         | 1990         | 401         | Предназначена для взрослых мужчин, имеется промышленное производство. |
| Тюрьма Монмеди (фр. Montmedy)                  | Центр заключения     | Монмеди           | 1990         | 328         | Открылась на месте бывшей казармы, предназначена для взрослых мужчин, имеются места для семейных визитов и промышленное производство. |
| Тюрьма Туля (фр. Toul)                         | Центр заключения     | Туль              | 1911         | 429         | Открылась на месте бывшей казармы, предназначена для взрослых мужчин, имеется промышленное производство. |
| Тюрьма Энсисема (фр. Ensisheim)                | Центральная тюрьма   | Энсисем           | 1811         | 205         | Расположена в здании бывшего монастыря, реконструирована в 1989 году после пожара, предназначена для взрослых мужчин, имеется промышленное производство.                                                                                       |
| Тюрьма Меца (фр. Metz)                         | Исправительный центр | Мец               | 1979         | 511         | Состоит из арестантского дома с блоками для мужчин, женщин и несовершеннолетних (имеются медико-психологический сектор и промышленное производство) и центра облегчённого наказания, открытого в 2003 году.                                    |
| Тюрьма Нанси — Максевиль (фр. Nancy-Maxéville) | Исправительный центр | Максевиль         | 2009         | 690         | Состоит из арестантского дома с блоками для мужчин (390 мест) и женщин (30 мест), центра заключения для мужчин (240 мест) и карантина (30 мест), имеются места для семейных визитов и промышленное производство.                               |
| Центр Брие (фр. Briey)                         | Полусвободный центр  | Брие              | 1990         | 25          | Открылся на месте бывшей тюрьмы, предназначен для взрослых мужчин, женщин и несовершеннолетних. |
| Центр Суффельвеерсайма (фр. Souffelweyersheim) | Полусвободный центр  | Суффельвеерсайм   | 1980         | 43          | Предназначен для мужчин и женщин. |
| Центр Безансона (фр. Besançon CSL)             | Полусвободный центр  | Безансон          | 1990         | 32          | Предназначен для взрослых мужчин. |
| Центр Максевиля (фр. Maxéville)                | Полусвободный центр  | Максевиль         | 1966         | 56          | Расположен в здании бывшего шато, предназначен для взрослых мужчин, женщин и несовершеннолетних. |

|               |                  |                  |
| Тюрьма Везуля | Тюрьма Безансона | Тюрьма Безансона |

## Межрегиональное управление исправительной службы Тулузы
Под контролем управления находится 18 исправительных учреждений в регионах Юг — Пиренеи и Лангедок — Руссильон. Штаб-квартира расположена в городе Тулуза.
| Название учреждения                                        | Тип учреждения                                   | Месторасположение  | Год открытия | Кол-во мест | Примечания |
| Тюрьма Фуа (фр. Foix)                                      | Арестантский дом                                 | Фуа                | 1864         | 66          | Предназначена для взрослых мужчин (женский блок был расформирован в 2005 году), имеются сектор полусвободного режима и карантин. |
| Тюрьма Нима (фр. Nîmes)                                    | Арестантский дом                                 | Ним                | 1974         | 194         | Состоит из блоков для мужчин, женщин, карантина и сектора полусвободного режима, имеется промышленное производство. |
| Тюрьма Каркасона (фр. Carcassonne)                         | Арестантский дом                                 | Каркасон           | 1898         | 66          | Предназначена для взрослых мужчин, имеется промышленное производство. |
| Тюрьма Манда (фр. Mende)                                   | Арестантский дом                                 | Манд               | 1891         | 45          | Предназначена для взрослых мужчин, имеется сектор полусвободного режима. |
| Тюрьма Сейсс (фр. Seysses)                                 | Арестантский дом                                 | Мюре               | 2003         | 596         | Состоит из блоков для мужчин, женщин и несовершеннолетних, имеются медико-психологический сектор и промышленное производство. |
| Тюрьма Тарба (фр. Tarbes)                                  | Арестантский дом                                 | Тарб               | 1896         | 69          | Предназначена для взрослых мужчин, имеются сектор полусвободного режима и промышленное производство. |
| Тюрьма Вильнёв-ле-Магелона (фр. Villeneuve-lès-Maguelonne) | Арестантский дом                                 | Вильнёв-ле-Магелон | 1990         | 593         | Состоит из блоков для взрослых мужчин и несовершеннолетних, имеется промышленное производство. |
| Тюрьма Альби (фр. Albi)                                    | Арестантский дом                                 | Альби              | 1968         | 59          | Реконструирована в 2006 году, имеется промышленное производство. |
| Тюрьма Родеза (фр. Rodez)                                  | Арестантский дом                                 | Родез              | 1792         | 55          | Расположена в здании бывшего монастыря, предназначена для взрослых мужчин, имеются сектор полусвободного режима и промышленное производство. |
| Тюрьма Каора (фр. Cahors)                                  | Арестантский дом                                 | Каор               | 1790         | 53          | Расположена в здании бывшего укреплённого замка местного сенешаля, несколько раз реконструировалась и расширялась, состоит из мужского и женского блоков, имеется промышленное производство.                                                       |
| Тюрьма Монтобана (фр. Montauban)                           | Арестантский дом                                 | Монтобан           | 1900         | 64          | Предназначена для взрослых мужчин, имеется промышленное производство. |
| Тюрьма Сен-Сюльпис-ла-Пуант (фр. Saint-Sulpice-la-Pointe)  | Центр заключения                                 | Сен-Сюльпис        | 1946         | 102         | Предназначена для взрослых мужчин, имеется промышленное производство. |
| Тюрьма Мюре (фр. Muret)                                    | Центр заключения                                 | Мюре               | 1966         | 621         | Предназначена для взрослых мужчин (крупнейшая во Франции тюрьма для осуждённых к длительным срокам или пожизненно), имеется промышленное производство.                                                                                             |
| Тюрьма Ланнемезана (фр. Lannemezan)                        | Исправительный центр                             | Ланнемезан         | 1987         | 170         | Состоит из центральной тюрьмы для взрослых мужчин на 160 мест (специализируется на осуждённых за тяжёлые преступления) и мужского центра заключения на 10 мест, имеется промышленное производство.                                                 |
| Тюрьма Безье (фр. Béziers)                                 | Исправительный центр                             | Безье              | 2009         | 810         | Предназначена для взрослых мужчин, состоит из арестантского дома с карантином и сектором полусвободного режима и центра заключения с местами для семейных визитов, имеется промышленное производство.                                              |
| Тюрьма Перпиньяна (фр. Perpignan)                          | Исправительный центр                             | Перпиньян          | 1987         | 539         | Состоит из центра заключения для взрослых мужчин (333 места) и арестантского дома (206 мест) с блоками для мужчин, женщин, несовершеннолетних и сектором полусвободного режима, имеются медико-психологический сектор и промышленное производство. |
| Центр Монпелье (фр. Montpellier)                           | Полусвободный центр                              | Монпелье           | 1999         | 24          | Предназначен для мужчин и женщин. |
| Тюрьма Лавора (фр. Lavaur)                                 | Исправительное учреждение для несовершеннолетних | Лавор              | 2007         | 60          | Состоит из пяти блоков для мальчиков, одного — для девочек и карантина, имеются школа, спортзал и медико-психологический сектор. |

|              |                  |              |
| Тюрьма Каора | Тюрьма Каркасона | Тюрьма Каора |

## Заморская миссия
Под контролем миссии находится 11 исправительных учреждений в заморских регионах Гваделупа, Мартиника, Французская Гвиана, Реюньон и Майотта, а также в заморских сообществах Французская Полинезия и Сен-Пьер и Микелон, в заморском особом административно-территориальном образовании Новая Каледония. Штаб-квартира расположена в городе Иври-сюр-Сен.
| Расположение пенитенциарных учреждений на территории Гваделупы | Расположение пенитенциарных учреждений на территории Мартиники | Расположение пенитенциарных учреждений на территории Французской Гвианы | Расположение пенитенциарных учреждений на территории Реюньона |

| Название учреждения                                            | Тип учреждения       | Месторасположение  | Год открытия | Кол-во мест | Примечания |
| Тюрьма Бас-Тера (фр. Basse-Terre)                              | Арестантский дом     | Бас-Тер            | 1791         | 130         | Расположена в здании бывшей монастырской больницы, предназначена для взрослых мужчин, имеются сектор полусвободного режима и карантин. |
| Тюрьма Мажикаво (фр. Majicavo)                                 | Арестантский дом     | Коэнгу             | 1995         | 265         | Состоит из блоков для мужчин, женщин, несовершеннолетних и сектора полусвободного режима. |
| Тюрьма Сен-Пьер-де-ля-Реюньон (фр. Saint-Pierre de la Réunion) | Арестантский дом     | Сен-Пьер           | 1930         | 88          | Расположена в зданиях бывшей Ост-Индской компании, предназначена для взрослых мужчин, имеется сектор полусвободного режима. |
| Тюрьма Ле-Пора (фр. Le Port)                                   | Центр заключения     | Ле-Пор             |              | 560         | Реконструирована в 2014 году, предназначена для взрослых мужчин, имеются карантин для новоприбывших, медико-психологический сектор и промышленное производство. |
| Тюрьма Французской Полинезии (фр. Polynesie française)         | Исправительный центр | Фаа Утуроа Тайохаэ | 1970 1845    | 165 20 5    | Состоит из трёх отдельных учреждений: исправительных центров в Фаа на Таити (главная тюрьма Французской Полинезии, состоит из центра заключения с мужским и женским секторами, арестантского дома с мужским и женским секторами, центра полусвободного режима, сектора для несовершеннолетних и карантина для новоприбывших), Утуроа на Раиатеа (предназначена для взрослых мужчин) и Тайохаэ на Нуку-Хива (предназначена для взрослых мужчин). |
| Тюрьма Новой Каледонии (фр. Nouvelle-Calédonie)                | Исправительный центр | Нумеа              | 1927         | 238         | Открылась на месте старой каторги, несколько раз реконструировалась и расширялась, состоит из центра заключения с мужским и женским секторами, арестантского дома с мужским и женским секторами, центра полусвободного режима, сектора для несовершеннолетних и карантина для новоприбывших. |
| Тюрьма Сен-Пьер и Микелона (фр. Saint-Pierre & Miquelon)       | Исправительный центр | Сен-Пьер           | 1970         | 8           | Реконструирована в 2005 году, состоит из арестантского дома для мужчин и женщин и центра заключения для мужчин. |
| Тюрьма Сен-Дени-Реюньон (фр. Saint-Denis-Réunion)              | Исправительный центр | Сен-Дени           | 2008         | 573         | Состоит из арестантского дома для взрослых мужчин, секторов для женщин и несовершеннолетних, сектора полусвободного режима и карантина для новоприбывших, имеются медико-психологический сектор и промышленное производство. |
| Тюрьма Дюко (фр. Ducos)                                        | Исправительный центр | Дюко               | 1996         | 569         | Состоит из центра заключения с мужским (333 места) и женским (7 мест) секторами, арестантского дома с мужским (137 мест) и женским (27 мест) секторами, сектора полусвободного режима (18 мест), сектора для несовершеннолетних (17 мест) и карантина для новоприбывших (15 мест), имеются медико-психологический сектор (15 мест) и промышленное производство.                                                                                 |
| Тюрьма Бэ-Махала (фр. Baie-Mahault)                            | Исправительный центр | Бэ-Махал           | 1996         | 504         | Состоит из центра заключения для мужчин (232 места), арестантского дома для мужчин (186 мест), секторов для женщин (31 место) и несовершеннолетних (15 мест), сектора полусвободного режима (32 места) и медико-психологического сектора (8 мест). |
| Тюрьма Ремир-Монжоли (фр. Remire-Montjoly)                     | Исправительный центр | Ремир-Монжоли      | 1998         | 538         | Состоит из центра заключения для мужчин (246 мест), арестантского дома для мужчин (188 мест), секторов для женщин (40 мест) и несовершеннолетних (21 место), сектора полусвободного режима (26 мест) и карантина для новоприбывших (17 мест). |

|                         |                                    |
| Тюрьма Сен-Дени-Реюньон | Тюрьма Французской Полинезии в Фаа |

## Комментарии
1. ↑  В некоторых арестантских домах содержатся осуждённые, у которых остаток срока не превышает год или три года.
2. ↑  В некоторых полусвободных центрах также ведётся контроль за лицами, приговорёнными к ношению электронных устройств определения местонахождения.